# Doudou Copa
 (janvier 2021).
Si vous disposez d'ouvrages ou d'articles de référence ou si vous connaissez des sites web de qualité traitant du thème abordé ici, merci de compléter l'article en donnant les références utiles à sa vérifiabilité et en les liant à la section « Notes et références ».
Dominique Bienvenu Elenga Laka, connu sous le nom de scène Doudou Copa, né le 3 décembre 1974 à Owando, est un auteur-compositeur-interprète congolais.

## Carrière musicale
Ancien membre du groupe Extra-Musica, qu'il intègre en 1995, grâce à son ami d'enfance Guy-Guy Fall cofondateur du groupe Extra-Musica et ancien choriste de Papa Wemba. 
C'est après le depart de Quentin Moyascko, Regis Touba, Durell Loemba, et Guy-Guy Fall que Roga-Roga le mettra en exergue en lui laissant le soin d'être le chanteur principal de la chanson Horizon 2000 et son morceau Zineba parue dans l'album Shalaï sorti en 1999. Il est considéré comme celui qui a apporté le style doux dans le répertoire des chansons du groupe comme le style tcha-tcho de Koffi Olomidé, parce que le groupe Extra-Musica s'est inspiré de Zaïko Langa Langa et Wenge Musica qui fait de soukous et N'dombolo. 
Son 1er morceau est Écart sur l'album État-major en 1998. 
Fin 2001, Extra-Musica sort l'album Trop c'est trop ou il signe la chanson Zongi Sanga et fait le chant lead dans Problème sur problème. Juste avant la sortie de l'album, le groupe donne un concert au Zénith de Paris. Doudou Copa sera élu « meilleur chanteur du Congo » en 2002.
3 ans plus tard, en 2004, il signe L'oublier dans l'album Obligatoire.

### Carrière solo
La même année, une brouille entre lui et le leader du groupe va entraîner son départ. D'après certaines langues de Brazza la Verte (Brazza la Verte c'est le surnom de la ville de Brazzaville, Capitale de la République du Congo; en dehors de Brazza la Verte, il y a aussi d'autres surnoms comme CFA, MFOUA, MAVOULA, BZ ou BZV); son frère Maixent est à l'origine de sa rébellion, et c'est lui qui l'a poussé à sortir du groupe et à lancer l'album Échafaudage qui fut réussi et accepté par le public congolais en particulier puis africain en général. Cet album contient des Rumbas qui rappellent le style de son modèle Koffi Olomidé. Après cette réalisation, le fils de Marie ATIPO a mis sur le marché en 2007 l'album Independance Day puis en 2010 l'album Évolution qui est toujours d'actualité en attendant la sortie prévue courant 2012 de son nouvel opus intitulé MENU, qui comprend encore des Rumbas.

## Discographie
| Année | Album            | Chanson                                                                                          | Auteur/Compositeur |
| ----- | ---------------- | ------------------------------------------------------------------------------------------------ | ------------------ |
| 1998  | État Major       | Ecart                                                                                            | Doudou Copa        |
| 1999  | Shalaï           | Zineba                                                                                           | Doudou Copa        |
| 2001  | Trop c'est trop  | Zongisa nga                                                                                      | Doudou Copa        |
| 2004  | Obligatoire      | L'oublier                                                                                        | Doudou Copa        |
| 2005  | Échafaudage      | Echafaudage L'or noir Universal Libala Mayi Manfoulou Bandeko Etoile de femme Ndongo Yawe Makoko | Doudou Copa        |
| 2007  | Independance Day | vincent gomez,bolingo , cathy, anais baryth...                                                   | Doudou Copa        |
| 2010  | Evolution        | Evolution, Eyala, Palado, Gaiton Kodia, Akindou 2..                                              | Doudou Copa        |
| 2013  | Menu             | Bouillon, Pondu ya limbondo Ofoula, Tiep bou diem...                                             | Doudou Copa        |
| 2016  | POSSO            | ma-tokata,muana ouenze,toli ya mama, bolingo...                                                  | Doudou Copa        |

## Vie privée
Son identité civile est Bienvenu Dominique Elenga et son surnom est Doudou Copa de Mi Amor.